# 科巴尼州

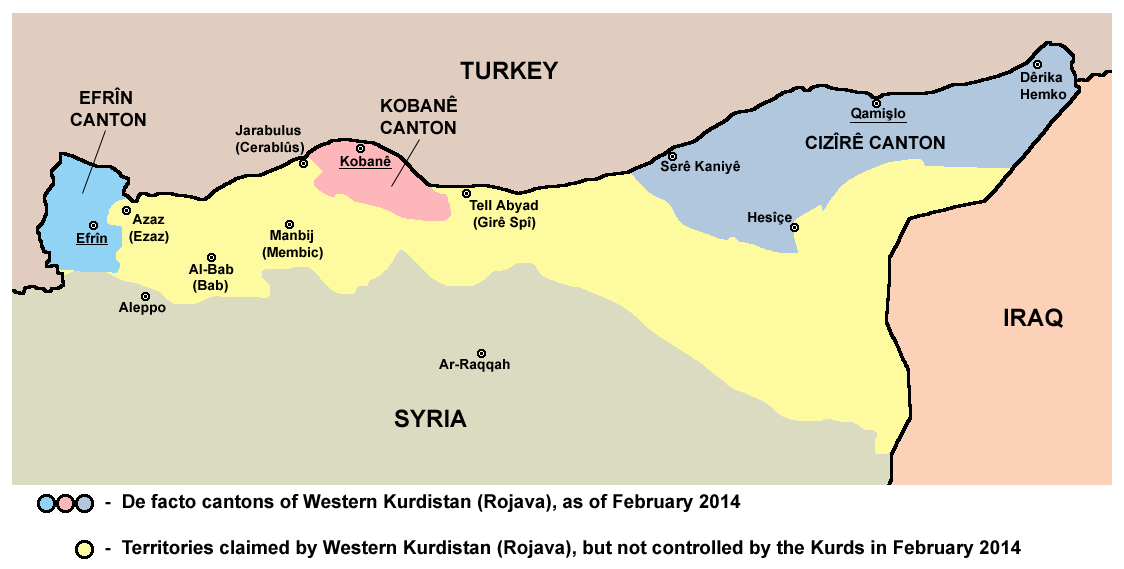
2014年2月羅賈瓦的三個自治州

2014年10月科巴尼周圍的前線

科巴尼州（英語：Kobanî Canton；：‎）是北叙利亚民主联邦的一個州。雖然仍是阿勒颇省的一部分, 科巴尼州在2014年1月宣告自治 ，由庫德族最高委員會所組織的臨時政府管理。
科巴尼州北方與土耳其、東方與賈茲拉州相臨。西方目前以幼發拉底河為界，南方仍處於對抗伊斯兰国的戰爭。
自治區的首都是科巴尼，在2014年10月和2015年1月時曾被伊斯兰国圍攻。

## 歷史
目前居住於幼發拉底河左岸的庫德族，是17世紀定居於此的庫德族部落。

## 人口統計
因為難民的緣故，目前科巴尼州的總人口不明，2014年的人口估計則是40萬人，其中庫德族占大多數。因為激烈的戰事，超過3/4的人口在2014年越過邊境逃往土耳其，不過許多在2015年又回來。

## 行政當局
科巴尼的立法議會已經任命一名首相、兩名副首相和22位部長治理科巴尼州。根據羅賈瓦憲法的社會契約, 科巴尼州在2014年1月27日宣告自治。Enver Müslim被立法議會選為首相，並任命Bêrîvan Hesen和Xalid Birgil為副首相。政府目前正在遊說人道走廊的設置，以及幫助建立敘利亞內的難民營。
- 外交部長: Îbrahîm Kurdo
- 國防部長:Îsmet Şêx Hesen
- 內政部長: Ehmed Osman Dadilî
- 區域委員會和企劃部長: Mistefa Ebdî
- 財政部長: Eliya Sîdî
- 勞動和社會保障部長: Mehmud Bişirî Beşar
- 教育部長: Hisên Mehemed Elî
- 農業部長: Gulistan Etî Bikî
- 衛生部長: Dr. Neesan Ehmed
- 貿易和經濟部長: Mehmud Bozan Mislim
- 烈士遺族部長: Mehemed Şeban
- 文化部長: Ebdilrezaq Elî
- 交通部長: Riyad Temo Mistefa
- 青年和運動部長: Welat Derwîş Derwîş
- 歷史和觀光部長: Mîdya Hemo Genco
- 宗教事務部長: Mehemed Zahir Mistefa
- 婦女和家庭部長: Wehîde Umer
- 人權部長: Şahîn
- 監察部長: Ehmed Daban
- 資訊部長: Şevîn Mehmud
- 法務部長: Ewas Xelîl Elî
- 經濟部長: Fazil Mistefa Ehmed

## 經濟
目前優先事項是戰爭和重建，包括幫助歸回的難民。

### 重建
城市的大部分和周圍的村莊都已經被摧毀，並且還有地雷。沒有電力、足夠的食物、水和居所。重建所需要的經費高達數十億元。